# Hetian, Fujian
Hetian är en köping i sydöstra Kina. Den ligger i Changting härad i staden Longyan i provinsen Fujian, omkring 290 kilometer väster om provinshuvudstaden Fuzhou. Antalet invånare är 44 030. Befolkningen består av 21 700 kvinnor och 22 330 män. Barn under 15 år utgör 19,0 %, vuxna 15-64 år 69 %, och äldre över 65 år 10,0 %.